# ذيلفان
الذَّيْلَفَان هو جنس من ذوات الصدفتين ينتمي إلى الفصيلة الطلينسية. الجنس له توزع عالمي تقريبًا. أصدافه شبه بيضية كبيرة القد بعضها يطول نحو ٦ سم. ألوانها متداخلة الأحمر والوردي والأصفر. أجسامها كبيرة. مثاعبها مستطيلة طليقة. لحومها مأكولة جيدة الصنف.